# Socjalizm etyczny
Socjalizm etyczny − koncepcje, według których powstanie socjalizmu jest rezultatem aprobowanego przez ludzi celu, nakazu etycznego. Podstawą i celem ruchu socjalistycznego powinny być wolność, sprawiedliwość i godność jednostki. Socjalizm etyczny odrzuca walkę klasową, rewolucję, użycie przemocy; postuluje upowszechnianie idei socjalizmu przez perswazję, przekonywanie i apelowanie do świadomości wszystkich grup społecznych.

## Przedstawiciele
Idee socjalizmu etycznego propagowali m.in.:
- Eduard Bernstein
- Hermann Cohen
- Léon Blum
- Edward Abramowski[1]